# Pichia myanmarensis
Pichia myanmarensis är en svampart som beskrevs av Nagats., H. Kawas. & Tats. Seki 2005. Pichia myanmarensis ingår i släktet Pichia och familjen Pichiaceae.   Inga underarter finns listade i Catalogue of Life.